# ヘッドレスト

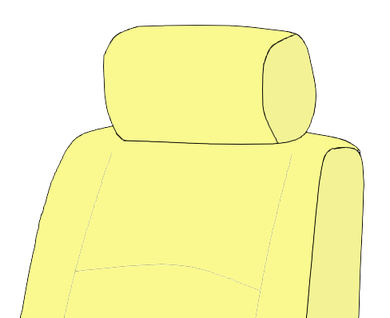
自動車のヘッドレスト

ヘッドレスト (Headrest) とは自動車など輸送機械・座席上部の枕状部分。
ヘッド・レストレイント (head restraint) 略してヘッド・レスト (Headrest)。headは頭部や首など、restraintは拘束や抑制などを意味し、head restraintで座席用の枕、シートの枕を意味する。
戦闘機の旋回時のGや、交通事故（追突）など、予想外の高い加速度（急激な加重）で搭乗者の頭部が大きく揺すられ、むち打ち症など障害がひき起されることを防止するために設けられている。
車種によっては、追突時にヘッドレストを前傾させるアクティブヘッドレスト機構を内蔵し、保護性能を高めているものもある。

## 法規制
ヘッドレストは保安用品なので、一部の旧車などを除き基本的に乗車定員分すべてが装着されていないと保安基準不適合となるが、後部座席に関しては（クーペタイプや軽自動車など、後部座席に人が乗る頻度が少ないと考えられる車両は特に）検査員の判断に委ねられる場合がある。形状は、枕型、ドーナツ型、シート一体型などさまざまである。また、ヘッドレストモニターという商品が多く出回っているが、これは保安基準違反となり、車検に合格できない。
実際にテレビ番組の収録で運転席と助手席のヘッドレストを外した状態で撮影を行い、警察署から道路運送車両法違反で注意を受けた事例がある。
スポーツカーや、安価な商用車などはヘッドレスト一体型のシートが採用されることがあるが、この場合はシート自体が保護機能の役割を果たしているとみなされるので特に問題はない。

## 応用
水没などの緊急時に、水圧や変形でドアが開かない場合に緊急脱出ハンマーの代わりとして、ヘッドレストをシートに取り付ける柄の部分が用いられる。フロントガラスは合わせガラスで割りにくく、サイドウィンドーの中央部もわりにくいため、扉とサイドウィンドーの柄の端を間に割り込ませる形で差し込むと簡単に割ることができる。。